# Stremnishmore
Stremnishmore ist eine aufgegebene Ortschaft auf der schottischen Hebrideninsel Islay. Stremnishmore befand sich etwa 400 m entfernt von der Südostküste der Halbinsel Oa und dem Kap Rubha nan Leacan, das die südlichste Ausdehnungen der Halbinsel markiert. Die nächstgelegenen Siedlungen waren die jeweils etwa 1,5 km entfernten, heute ebenfalls aufgegebenen Ortschaften Asabus und Ballychatrigan im Nordwesten beziehungsweise Nordosten. Die nächstgelegene heute noch bewohnte Siedlung ist Kinnabus.
Stremnishmore war der Endpunkt des Weges, der über Cragabus und Ballychatrigan nach Süden führte. Südwestlich von Stremnishmore fließt ein Bach, der aus Loch Kinnabus abfließt und sich östlich von Stremnishmore in den Atlantischen Ozean ergießt. Im Jahre 1861 wurden in Stremnishmore 80 Personen gezählt, die sich auf 14 Familien aufteilten. Hiervon waren 47 weiblichen und 33 männlichen Geschlechts. In der zugehörigen Ortschaft Stremnish Lots lebten weitere 12 Personen aus zwei Familien. 1981 wurden in Stremnishmore noch die Überreste von zehn Gebäuden gezählt, die Siedlung war zu dieser Zeit jedoch schon verlassen.
Südlich von Stremnishmore wurden die Überreste eines Cairns entdeckt. Er misst etwa 16 × 8 m2 und wurde 50 m abseits der Küstenlinie errichtet.